# Merthyr Tydfil FC
Merthyr Tydfil FC byl velšský fotbalový klub z Merthyr Tydfilu. Založen byl roku 1945. Zanikl roku 2010. V sezoně 2009/2010 hrál klub v sedmé nejvyšší anglické fotbalové soutěži Southern Football League. Tým hrával na stadionu Penydarren Park (10.000).

## Úspěchy
- Velšský pohár:
  - Vítězství (3): 1949, 1951, 1987
  - 2. místo (2): 1947, 1952

- Velšský ligový pohár:
  - Vítězství (3): 1951, 1962, 1981
  - 2. místo (1): 1983

## Soupiska (2009/2010)
| # | Pozice | Hráč             |
| - | ------ | ---------------- |
|   | B      | Andrew Delve     |
|   | O      | Dale Griffiths   |
|   | O      | Lee Hartshorn    |
|   | O      | Ross Porter      |
|   | O      | Andrew Thomas    |
|   | O      | Jamie Rewbury    |
|   | O      | Matthew Driscoll |
|   | O      | Simon Gregory    |
|   | O      | Paul Keddle      |
|   | Z      | Ryan Dorrian     |
|   | Z      | Ceri Morgan      |

| # | Pozice | Hráč             |
| - | ------ | ---------------- |
|   | Z      | Dean Clarke      |
|   | Z      | Craig Jones      |
|   | Z      | Tareq Khalil     |
|   | Z      | Kris Leek        |
|   | Ú      | Scott Armitage   |
|   | Ú      | Marcus Griffiths |
|   | Ú      | Garry Shephard   |
|   | Ú      | Craig Stiens     |
|   | Ú      | Cortez Belle     |
|   | Ú      | Thomas Harris    |

## Přehled výsledků v evropských pohárech
| Sezóna  | Soutěž              | Kolo    | Klub        | Skóre    |
| ------- | ------------------- | ------- | ----------- | -------- |
| 1987/88 | Pohár vítězů pohárů | 1. kolo | Atalanta BC | 2:1, 0:2 |

## Slavní hráči
- John Charles
- Bob Latchford
- Tommy Hutchison
- Nathan Jones
- Idris Hopkins
- Tom Ramasut